# Клейто
Клейто (др.-греч. Κλειτω), в некоторых переводах Клито или Клято — согласно диалогам Платона «Тимей» и «Критий», являлась женой Посейдона, дочерью Евенора и Левкиппы.

## Описание
«Критий» Платона гласит, что Посейдон получил в дар от Зевса остров и, прибыв на него, встретил осиротевшую одинокую девушку Клейто; влюбившись в неё, он взял её в жёны. Холм, на котором они жили, Посейдон огородил пятью кругами на равном расстоянии друг от друга, состоящими из двух земляных валов и трёх водных рвов. Далее морской бог сотворил два источника: один с тёплой, другой с холодной водой, снабдив остров богатой растительностью. Клейто указывается как первая царица Атлантиды; Бахофен, ссылаясь на это, предполагал, что первоначально на острове мог существовать матриархат. Посейдон и Клейто пять раз произвели на свет по паре близнецов мужского пола. Первой парой близнецов были Атлант и Гадир, однако именно Атлант назван старшим, и ему от отца и матери достаётся в управление остров, который будет назван его именем. Другими парами близнецов были Амфиерей — Евэмон, Мнесей — Автохтон, Эласипп — Местор и Азаэс — Диапреп.